# 东北杓兰
东北杓兰（学名：Cypripedium ×）为兰科杓兰属下的一个种。

## 扩展阅读
- 維基物種上的相關：东北杓兰